# Acanalador de fruita

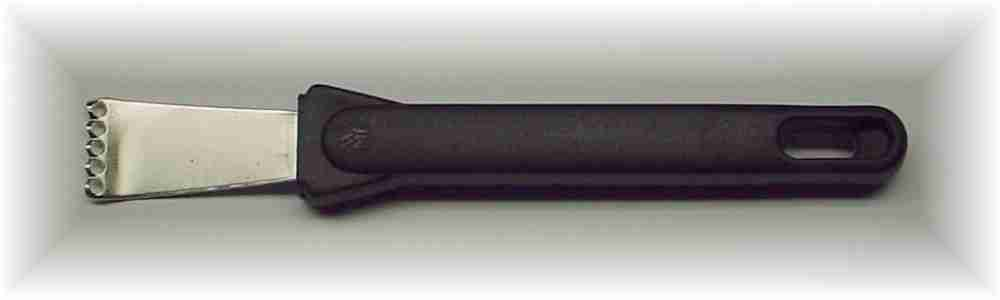
acanalada de fruites.

Un  acanalador de fruita  o  acanalador de cítrics  és un instrument de cuina emprat en l'extracció de trossos de pell d'algun tipus de fruita amb el simple objecte de decorar pastissos. Existeixen diferents tipus d'estris però difereixen bàsicament en les formes de fulles que pelen o ratllen les fruites com ara taronges, llimones, llimes, etc.